# ITunes Festival: London 2011 (EP de Adele)
iTunes Festival: London 2011 es un EP de la cantante y compositora inglesa Adele. El EP fue grabado en vivo durante el iTunes Festival London 2011, que tuvo lugar en el escenario de The Roundhouse en Londres (Inglaterra, Reino Unido).

## Lista de canciones
| N.º | Título                     | Duración |  |
| 1.  | «One and Only»             | 5:43     |  |
| 2.  | «Don’t You Remember»       | 4:13     |  |
| 3.  | «Rumour Has It»            | 3:48     |  |
| 4.  | «Take It All»              | 4:02     |  |
| 5.  | «I Can't Make You Love Me» | 3:34     |  |
| 6.  | «Rolling in the Deep»      | 5:21     |  |

## Posicionamiento en listas
| Lista (2011)        | Mejor posición |
| ------------------- | -------------- |
| French Albums Chart | 112            |
| Irish Albums Chart  | 45             |
| UK Albums Chart     | 74             |
| US Billboard 200    | 50             |

## Historial de lanzamientos
| Región      | Fecha               | Formato          | Discográfica  |
| ----------- | ------------------- | ---------------- | ------------- |
| Reino Unido | 13 de julio de 2011 | Descarga digital | XL Recordings |